# Strętwa
Strętwa (Electrophorus electricus) – gatunek słodkowodnej ryby promieniopłetwej z rzędu Gymnotiformes, przedstawiciel rodzaju Electrophorus, klasyfikowany w rodzinie Gymnotidae, a wcześniej wyodrębniany jako jedyny przedstawiciel rodziny strętwowatych (Electrophoridae). Potocznie nazywany jest węgorzem elektrycznym – nie jest spokrewniony z węgorzokształtnymi. Nazwa węgorz nawiązuje do węgorzowatego kształtu ciała ryby, a epitet gatunkowy elektryczny – do obecności narządów elektrycznych.
Pierwszy opis Electrophorus electricus zapisany w języku polskim, pod nazwą Gymnotus electricus – trzęsawiec, sporządził Krzysztof Kluk w 1780 roku w pracy Zwierząt domowych i dzikich, osobliwie krajowych [...].

## Zasięg występowania i biotop
Północno-wschodnia Ameryka Południowa, obszary zalewowe, bagniste i wolno płynące wody dorzecza Amazonki i Orinoko. Często żyje na mulistych dnach spokojnych lub stojących wód. De Santana i współpracownicy (2019) zaliczyli do tego gatunku tylko populacje żyjące na obszarze Wyżyny Gujańskiej. Pozostałe populacje tradycyjnie zaliczane do gatunku E. electricus zostały przez powołanych autorów przeniesione do odrębnych gatunków Electrophorus varii i Electrophorus voltai.

## Cechy morfologiczne
Ciało wydłużone, cylindryczne, nagie, bez płetwy grzbietowej i płetw brzusznych, ze szczątkową płetwą ogonową. Głównym narządem ruchu jest długa płetwa odbytowa. Strętwa przypomina swoim wyglądem węgorze i początkowo była klasyfikowana wśród ryb węgorzokształtnych (Anguilliformes), stąd też wywodzi się powszechnie przyjęta nazwa tej ryby, jednak oprócz kształtu nie wykazuje cech wspólnych z węgorzami. Ubarwienie od szarego do brązowego i czarnego, z podgardlem w odcieniu pomarańczowym. Po bokach ciała, wzdłuż płetwy odbytowej znajdują się narządy elektryczne wytwarzające napięcie 300–600 V i natężenie poniżej 1 A. Napięcie takie może zabić małe zwierzę lub oszołomić duże. Wytwarzane napięcie jest zależne od długości osobnika. Narządy te powstały z mięśni brzusznych i są wykorzystywane do zabijania bądź ogłuszania zdobyczy, mogą służyć w celach obronnych. Są też wykorzystywane do elektrolokacji. Zajmują 80% ciała ryby, pozostałe 20% przypada na głowę i jamę brzuszną. Stosunek masy narządów do masy ciała ryby wynosi 1:2,9. Poza podstawową parą narządów elektrycznych te ryby mają jeszcze narząd Sachsa i narząd Huntera – obydwa wspomagające pracę głównego narządu elektrycznego – oraz wzmacniający zdolność odbierania dźwięków aparat Webera. Narząd Sachsa jest głównym narządem komunikacyjnym strętwy. Emituje on słaby sygnał elektryczny, zaledwie 10 V napięcia. Wykorzystywany jest głównie do komunikacji, a także do elektrolokacji ofiary. Odgrywa także ważną rolę przy szukaniu i wybieraniu partnera. Strętwa posiada także wrażliwe na wysokie częstotliwości bulwiaste receptory, rozmieszczone na całym ciele. Prawdopodobnie służą do polowania na inne ryby z rzędu Gymnotiformes. Ubarwienie jest ciemne, szaro-brązowe na plecach i żółte lub pomarańczowe na brzuchu. Starsze samce mają ciemniejszy brzuch.
Starsze osobniki tego gatunku całkowicie tracą wzrok w wyniku uszkodzeń spowodowanych użyciem własnych narządów elektrycznych.
Strętwa osiąga maksymalnie do 2,5 m długości i masę do 20 kg. Najczęściej spotykane są osobniki o długości około 1 m.

## Tryb życia
Zasiedla muliste odcinki rzek, zwłaszcza miejsca głębsze i zacienione. Co 10–15 minut wypływa na powierzchnię, aby zaczerpnąć powietrza atmosferycznego, którym oddycha dzięki silnie unaczynionemu nabłonkowi jamy gębowej i gardzieli. To przystosowanie pozwala jej przebywać w wodach o bardzo niskiej zawartości tlenu. Pozbawiona możliwości zaczerpnięcia powietrza – pomimo posiadanych skrzeli – ginie z braku tlenu.
Prowadzi samotniczy tryb życia. Zjada ryby, płazy i większe bezkręgowce. Ikra jest składana w dobrze zamaskowanym gnieździe budowanym przez samca. Samice składają kilkanaście tysięcy jajeczek. Przebieg tarła i rozród są słabo poznane. Młode strętwy żywią się bezkręgowcami.
Rozwój narządów elektrycznych u strętw następuje bardzo wcześnie. Już u osobników długości 15 mm zauważono wykształcające się słabe narządy elektryczne. Silne narządy elektryczne rozwijają się dopiero po osiągnięciu około 40 mm długości ciała.
Nie jest znana długość życia strętw w warunkach naturalnych. W niewoli samce żyją 10–15 lat, a samice 12–22.

## Znaczenie gospodarcze
Strętwy są lokalnie poławiane w celach konsumpcyjnych. Ich mięso jest tłuste i uważane za smaczne (narządy elektryczne są usuwane). 

## Bionika
Naukowcy z Uniwersytetu Yale i National Institute of Standards and Technology pracują nad stworzeniem sztucznych komórek wzorowanych na komórkach strętw, mających służyć jako zasilanie dla implantów medycznych i innych małych urządzeń.